# Brokenclaw
Brokenclaw är den tionde romanen av John Gardner om Ian Flemings hemlige agent, James Bond. Den utkom första gången 1990 och har inte översatts till svenska.

## Handling
En äldre professor blir kidnappad från sitt hem, men skjuts när han försöker fly. Strax därefter möter en uttråkad och sysslolös James Bond en imponerande figur i Victoria, British Columbia, en gigantisk kines-indian vid namn Mr Lee. Bond blir intresserad och får veta att professorns död möjligen orsakat problem när det gäller "Lords". Han följer efter honom till Royal British Columbia Museum, där Brokenclaw Lee Fu-Chu håller en presentation om sin bakgrund i samband med en donation. När Bond kommer tillbaka till hotellet får han order att åka till San Francisco för att vänta på instruktioner inför nästa uppdrag. Bond inser då att hans chef, M, hade planerat Bonds semester till USA för att se till att han var nära nästa uppdrag och för att avvärja att Bond sade upp sig efter att ha blivit placerad på flottans reservlista (i Win, lose or die). 
I väntan på nästa order tar Bond en promenad, men upptäcker snart att någon följer efter honom. Han skakar av sig skuggan och följer efter mannen, som snart blir överfallen och ihjälslagen utan att Bond kan rädda honom. Bond blir förhörd av FBI, eftersom den döde var FBI-agent. De för honom motvilligt vidare till M som introducerar Bond för amerikanen Ed Rushia och kinesamerikanen "Chi-Chi" Chi-Ho, och som ska hjälpa Bond att stoppa Brokenclaw och hans imperium. De misstänker att Brokenclaw kidnappat flera forskare som varit inblandade i ubåtsspårningssystemet Lords och dess motmedel Lords Day. Uppdraget går ut på att Bond och Chi-Chi ska ta två tillfångatagna kurirers platser och infiltrera Brokenclaws organisation.
De lyckas övertyga Brokenclaws personal om att de är rätt personer och förs bort från M:s och Rushias bevakning via en fejkad nödlandning med Brokenclaws flygplan. I Brokenclaws väl dolda hus får de veta att nästa steg i hans plan är att knäcka Wall Street. Bond lyckas övertyga Brokenclaw om att hans överordnade i rollen som kurir, Hung Chow H'ang, ordnat med betalning via en bank i San Francisco och att han måste dit för att intyga äktheten i Brokenclaws Lords och Lords Day-papper. Efter sin rapport till M anfaller dock Brokenclaws vakter. Bond försöker fly, men blir fångad av samma FBI-agenter som visar sig tillhöra Brokenclaws gäng. Han förs tillbaka, där det visar sig att Chi-Chi blivit torterad och berättat om dem. Brokenclaw tänker nu mata sina vargar med Bond. Rushia har dock lyckats spåra Bond och har sövt vargarna. Insatsstyrkorna säkrar Brokenclaws hus, men han har försvunnit.
Bond och Chi-Chi ägnar konvalescenstiden tillsammans, men snart blir Chi-Chi kidnappad. Bond inser att hon förts till Brokenclaws stam nära Chelanbergen i delstaten Washington. Bond och Rushia åker dit, griper FBI-agenterna och H'ang, och därefter genomgår Bond en indiantortyrrit för att besegra Brokenclaw.
Även nästa konvalescens tillbringar Bond med Chi-Chi.

## Personer (i urval)
- James Bond, alias Custodian, alias Abélard
- Brokenclaw Lee Fu-Chu
- M
- Chi-Chi, alias Checklist, alias Héloïse
- Ed Rushia
- Franks
- Hung Chow H'ang
- FBI-agenterna Nolan och Wood

## Om boken
- Bokens titel anges ibland som två ord, vilket är felaktigt eftersom det är ett personnamn.
- Bond och Chi-Chis alias som kurirer syftar på den medeltida romantiska berättelsen om Pierre Abélard och Héloïse
- I kapitel 17 citeras en dikt från ett solur. Dikten, "Time Is" (eller "For Katrina's Sundial"), är skriven av Henry van Dyke även om det inte anges i boken.